# Keserű pacsirtafű
A keserű pacsirtafű, vagy kisvirágú pacsirtafű, (Polygala amara) a hüvelyesek rendjébe, a pacsirtafűfélék családjának névadó nemzetségébe tartozó növényfaj. Nevét keserű ízű virágos hajtásairól kapta.

## Származása, elterjedése
A meglehetősen kozmopolita nemzetségben a Kárpát-medencében is honos fajok egyike.

## Megjelenése, felépítése
5–15 cm magas, felálló szárú, lágy szárú növény. gyökértörzsből indulnak ki. Levele szálas vagy szálas-lándzsás.

## Életmódja, élőhelye
A nagy pacsirtafűnél ritkább; mészkő- és dolomitsziklákon, jellemzően a dolomitsziklagyepekben nő.
Virágai május–júniusban nyílnak.

## Felhasználása
Virágos hajtásait, illetve a belőlük főzött teát a gyógyászatban közeli rokona, a köptetőkhöz használatos, észak-amerikai  szenegafű(Polygala senega) pótlására, továbbá hurut, étvágytalanság gyógyítására használják.